# 布雷讷河 (锡斯河支流)
布雷讷河（法語：Brenne，法語發音：[bʁɛn]）是法国中央-盧瓦爾河谷大區安德尔-卢瓦尔省与卢瓦-谢尔省的河流，是锡斯河的右支流，长53.4千米，发源自普赖，于布雷讷河畔韦尔努流入锡斯河。